# Vergelijking (wiskunde)

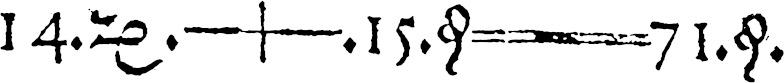
Oudst bekende vergelijking, door Robert Recorde, in moderne typografie staat er.

Grafiek behorende bij de vergelijking.

Een vergelijking in de wiskunde is een betrekking waarin twee uitdrukkingen (het linker- en rechterlid van de vergelijking), waarin onbekenden voorkomen, aan elkaar gelijk worden gesteld. De gelijkstelling gebeurt met een gelijkheidsteken, (=), zoals in de vergelijking
{\displaystyle 2x+3=5}
waarin de uitdrukking {\displaystyle 2x+3}, met daarin de onbekende  {\displaystyle x}, gelijkgesteld wordt aan de uitdrukking 5.
De onbekende grootheden worden vaak aangeduid met letters die aan het einde van het alfabet voorkomen, zoals {\displaystyle x,\,y} en {\displaystyle z}. Letters die in het begin van het alfabet voorkomen, bijvoorbeeld {\displaystyle a,\,b} en {\displaystyle c}, gebruikt men om de coëfficiënten weer te geven.
Een oplossing van een vergelijking met één onbekende is een waarde van de onbekende waarvoor het linker- en rechterlid gelijk zijn. Een vollediger vorm van oplossen is het bepalen van de verzameling van alle oplossingen. Het kunnen er nul, één, een ander eindig aantal of oneindig veel zijn.
Is er echter sprake van meer onbekenden, dan zijn veelal een aantal van die onbekenden op te vatten als variabele of parameter, en behoort bij de vergelijking een grafiek, een kromme of een andere (meerdimensionale) meetkundige voorstelling. Een derde mogelijkheid is dat de vergelijking wordt gepresenteerd als algemeen geldige formule – de formule wordt dan een identiteit genoemd. Zo wordt de stelling van Pythagoras vaak aangeduid met de identiteit {\displaystyle a^{2}+b^{2}=c^{2}}.

## Algebraïsche vergelijkingen met één onbekende
Een algebraïsche vergelijking is een vergelijking, waarin een polynoom gelijk aan 0 is gesteld. De begrippen polynoom en vergelijking worden in dit geval soms door elkaar gebruikt. Volgens de hoofdstelling van de algebra heeft iedere vergelijking in één variabele in het complexe vlak minstens één nulpunt. De nulpunten van een polynoom, de oplossingen van de bijbehorende algebraïsche vergelijking heten ook de wortels van de vergelijking. Reële vergelijkingen hebben niet noodzakelijk een reële wortel, al hebben alle polynomen van oneven graad wel minstens één reële oplossing. Het maximale aantal oplossingen is dus gelijk aan de graad van de vergelijking.
In het algemeen noemt men een lichaam, in België: veld {\displaystyle K} algebraïsch gesloten als elke algebraïsche vergelijking met coëfficiënten in {\displaystyle K}, minstens één oplossing in {\displaystyle K} heeft.

### Indeling van de algebraïsche vergelijkingen
Algebraïsche vergelijkingen worden ingedeeld naar de hoogste macht van de voorkomende onbekenden. Deze macht noemt men de graad van de vergelijking. In hun algemene vorm zien ze er als volgt uit, met {\displaystyle a\neq 0}:
- lineaire vergelijking, 1e graad

{\displaystyle ax+b=0}
- vierkantsvergelijking, 2e graad

{\displaystyle ax^{2}+bx+c=0}
De figuur van een polynoom van de tweede graad is een parabool.
- derdegraadsvergelijking, 3e graad

{\displaystyle ax^{3}+bx^{2}+cx+d=0}
- vierdegraadsvergelijking, 4e graad

{\displaystyle ax^{4}+bx^{3}+cx^{2}+dx+e=0}
- vijfdegraadsvergelijking, 5e graad

{\displaystyle ax^{5}+bx^{4}+cx^{3}+dx^{2}+ex+f=0}
Deze lijst kan analoog worden verder gezet met vergelijkingen van een hogere graad. Algemeen heet 
{\displaystyle a_{n}x^{n}+a_{n-1}x^{n-1}+\ldots +a_{0}=0},
met {\displaystyle a_{n}\neq 0} een {\displaystyle n}-de-graadsvergelijking.

### Hogere-graadsvergelijkingen
Wiskundigen hebben gezocht naar de algemene oplossing van de vijfdegraadsvergelijking, totdat Niels Henrik Abel bewees dat een dergelijke oplossing niet in algebraïsche vorm, met optellen, aftrekken, vermenigvuldigen en worteltrekking, bestaat. Moderne bewijzen van de stelling van Abel worden meestal gegeven aan de hand van galoistheorie.
De stelling van Abel is niet in tegenspraak met de hoofdstelling van de algebra. Een polynoom van de vijfde graad heeft altijd nulpunten, maar die zijn niet altijd in een algebraïsche formule met wortels te schrijven. Het eenvoudigste voorbeeld is
{\displaystyle x^{5}+x+1=0}

## Voorbeelden
Een van de eenvoudigste (algebraïsche) vergelijking is de lineaire met 1 als coëfficiënt van {\displaystyle x}: {\displaystyle x=a}
Dit betekent dat {\displaystyle x} dezelfde waarde heeft als {\displaystyle a}. Deze vergelijking is natuurlijk volledig equivalent met: {\displaystyle x-a=0}.
Een speciaal type vergelijking is de logaritmische vergelijking:
{\displaystyle ^{3}\!\log(2x-4)+7=^{4}\!\log(9x)}
Het volgende voorbeeld is een goniometrische vergelijking. Het is een vergelijking waarbij een onbekende deel uitmaakt van het argument van een of meer goniometrische functies:
{\displaystyle \sin(3x)=\cos ^{2}(x)-1}

## Oplossing van vergelijkingen
Een vergelijking heeft een oplossing, als er een (toegelaten) waarde van de onbekende is waarvoor de vergelijking bij invulling in een gelijkheid overgaat. Zo heeft de vergelijking {\displaystyle x-2=4} als oplossing {\displaystyle x=6}.
Niet alle vergelijkingen hebben echter een oplossing. De vergelijking
{\displaystyle {\frac {x-3}{2x-6}}=1}
bijvoorbeeld heeft geen oplossing, omdat geen enkele waarde van {\displaystyle x} de vergelijking tot een gelijkheid maakt. Daarentegen heeft de vergelijking
{\displaystyle x^{2}=4}
twee oplossingen, namelijk {\displaystyle x=2} en {\displaystyle x=-2}, en de vergelijking
{\displaystyle \sin x=1}
heeft zelfs oneindig veel oplossingen.

## Stelsels vergelijkingen
Een stelsel vergelijkingen bestaat uit minstens twee vergelijkingen. Een oplossing van het stelsel is een stel waarden van de onbekenden zodat wordt voldaan alle vergelijkingen van dit stelsel. Als een stelsel geen oplossing heeft, zegt men dat de vergelijkingen van het stelsel strijdig zijn.
Soms kan men aan een stelsel en de oplossingen ervan een meetkundige betekenis geven. Zo correspondeert met een stelsel van twee lineaire vergelijkingen met twee onbekenden een paar lijnen in een tweedimensionaal assenstelsel. Een eventuele oplossing correspondeert met een snijpunt van de twee lijnen.
Zie ook:
- stelsel van lineaire vergelijkingen

## Analytische meetkunde
In de analytische meetkunde spelen vergelijkingen om krommen en andere figuren te beschrijven een grote rol. Deze vergelijkingen beschrijven dan de punten veelal in een cartesisch assenstelsel van de figuur. In het platte vlak gaat het dan om vergelijkingen van de vorm {\displaystyle f(x,y)=0}. De oplossingsparen {\displaystyle (x,y)} corresponderen met de punten die de figuur vormen.
Voorbeelden:
- De vergelijking {\displaystyle 2x+3y-12=0} beschrijft een rechte
- De vergelijking {\displaystyle x^{2}+y^{2}-1=0} beschrijft de cirkel met (0,0) als middelpunt en straal 1.
- De vergelijking {\displaystyle (x/2)^{2}+(y/3)^{2}-1=0} beschrijft een ellips.
- De vergelijking {\displaystyle xy-4=0} beschrijft een hyperbool.

In hogere dimensies wordt ook een hogerdimensionale deelruimte als oplossing beschreven, bijvoorbeeld in (gekromd) oppervlak in drie dimensies.
Een andere vorm van vergelijkingen in de analytische meetkunde zijn de parametervergelijkingen. Men kan bijvoorbeeld de {\displaystyle x}- en de {\displaystyle y}-coördinaat uitdrukken als functie van een of meer parameters. Men definieert daarmee een verzameling punten die weer een kromme vormen. Zo kan de cirkel met middelpunt (0,0) en straal 1 ook als volgt beschreven worden:
{\displaystyle {\begin{cases}x=\cos(t)\\y=\sin(t)\end{cases}}}
Zie ook: Parametervergelijking.

## Differentievergelijkingen en differentiaalvergelijkingen
Een differentievergelijking wordt gebruikt om een elementen in een rij te beschrijven. Een nieuw element wordt dan berekend uit het vorige element, of de vorige elementen. De rij van de positieve even getallen wordt bijvoorbeeld beschreven door 
{\displaystyle u_{0}=2}
{\displaystyle u_{n}=u_{n-1}+2}, voor {\displaystyle n=1,2,\ldots }
Differentievergelijkingen zijn een discrete vorm van differentiaalvergelijkingen. In deze laatste komen functies en hun afgeleide voor.

## Diofantische vergelijkingen
Een diofantische vergelijking is een vergelijking waarin gezocht wordt naar alleen heeltallige oplossingen. Voorbeelden van diofantische vergelijkingen:
| In de onderstaande diofantische vergelijkingen zijn, {\displaystyle x,\,y} en {\displaystyle z} onbekenden, de andere gegeven letters zijn constanten. | |
| {\displaystyle x^{n}+y^{n}=z^{n}} | Voor {\displaystyle n=2} zijn de gehele oplossingen {\displaystyle (x,y,z)} de pythagorese drietallen, hiervan zijn er oneindig veel, bijvoorbeeld (3, 4, 5) , (5, 12, 13), enzovoort. Voor {\displaystyle n>2} zegt de laatste stelling van Fermat dat er geen gehele getallen {\displaystyle (x,y,z)} aan de vergelijking voldoen. |
| {\displaystyle x^{2}-ny^{2}=\pm 1} | Deze vergelijking van Pell werd door Euler ten onrechte toegeschreven aan de Engelse wiskundige John Pell (1611-1685), maar deze vergelijking werd reeds eeuwen eerder uitvoerig bestudeerd door Indiase wiskundigen. Fermat bewees dat deze vergelijking altijd een oplossing heeft, behalve wanneer {\displaystyle n} een kwadraat is. De oplossing is te vinden in een eindig aantal stappen door met behulp van kettingbreuken een benadering van de vierkantswortel van {\displaystyle n} te zoeken. |
| {\displaystyle {\frac {4}{n}}={\frac {1}{x}}+{\frac {1}{y}}+{\frac {1}{z}}}                                                                            | Het vermoeden van Erdős-Straus stelt dat er voor elk positief geheel getal {\displaystyle n\geq 2}, een oplossing bestaat, waar {\displaystyle x,\,y} en {\displaystyle z} alle positieve gehele getallen zijn. |

## Identiteiten
Vergelijkingen worden ook vaak gebruikt om algemeen geldige wiskundige, maar ook natuurkundige, wetten weer te geven. Een heel bekende, die het geschopt heeft tot uitdrukking, is 1 + 1 = 2. Maar veel identiteiten verbergen diepere wiskundige kennis. De identiteit van Euler is daarvan een voorbeeld en stelt
{\displaystyle e^{i\pi }+1=0}.
Deze identiteit wordt als een van de meest bijzondere in de wiskunde beschouwd, doordat er vijf zeer fundamentele getallen in worden samengebracht: 0, 1, {\displaystyle i}, {\displaystyle \pi } en {\displaystyle e}.
Een natuurwetenschappelijke wet heeft vaak de vorm van een identiteit, zoals de algemene gaswet {\displaystyle pV=nRT}. Met name als links één grootheid staat, zoals bij de massa-energierelatie {\displaystyle E=mc^{2}}, spreekt men ook van een formule.
Zie ook: Lijst van goniometrische gelijkheden